# Stage Entertainment
Stage Entertainment is een internationaal entertainmentbedrijf, in 1998 opgericht door de mediamagnaat Joop van den Ende. Het internationale hoofdkantoor is gevestigd in Amsterdam, Nederland.

## Geschiedenis

### Nederland / Zakelijk

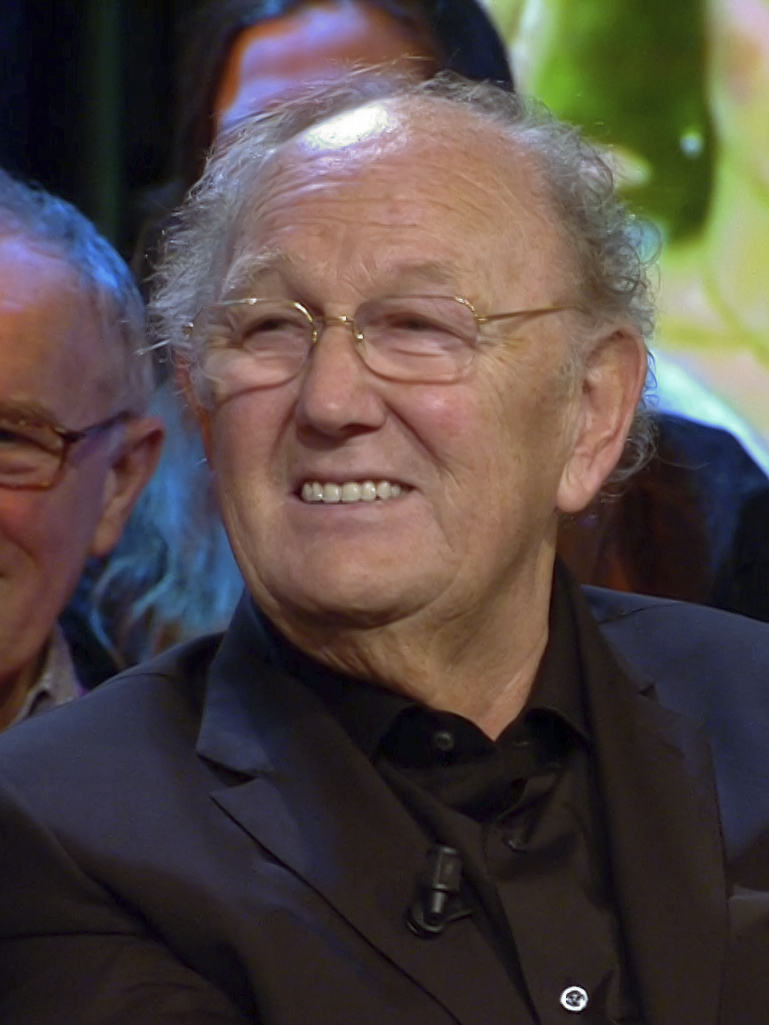
Joop van den Ende, oprichter van Stage Entertainment

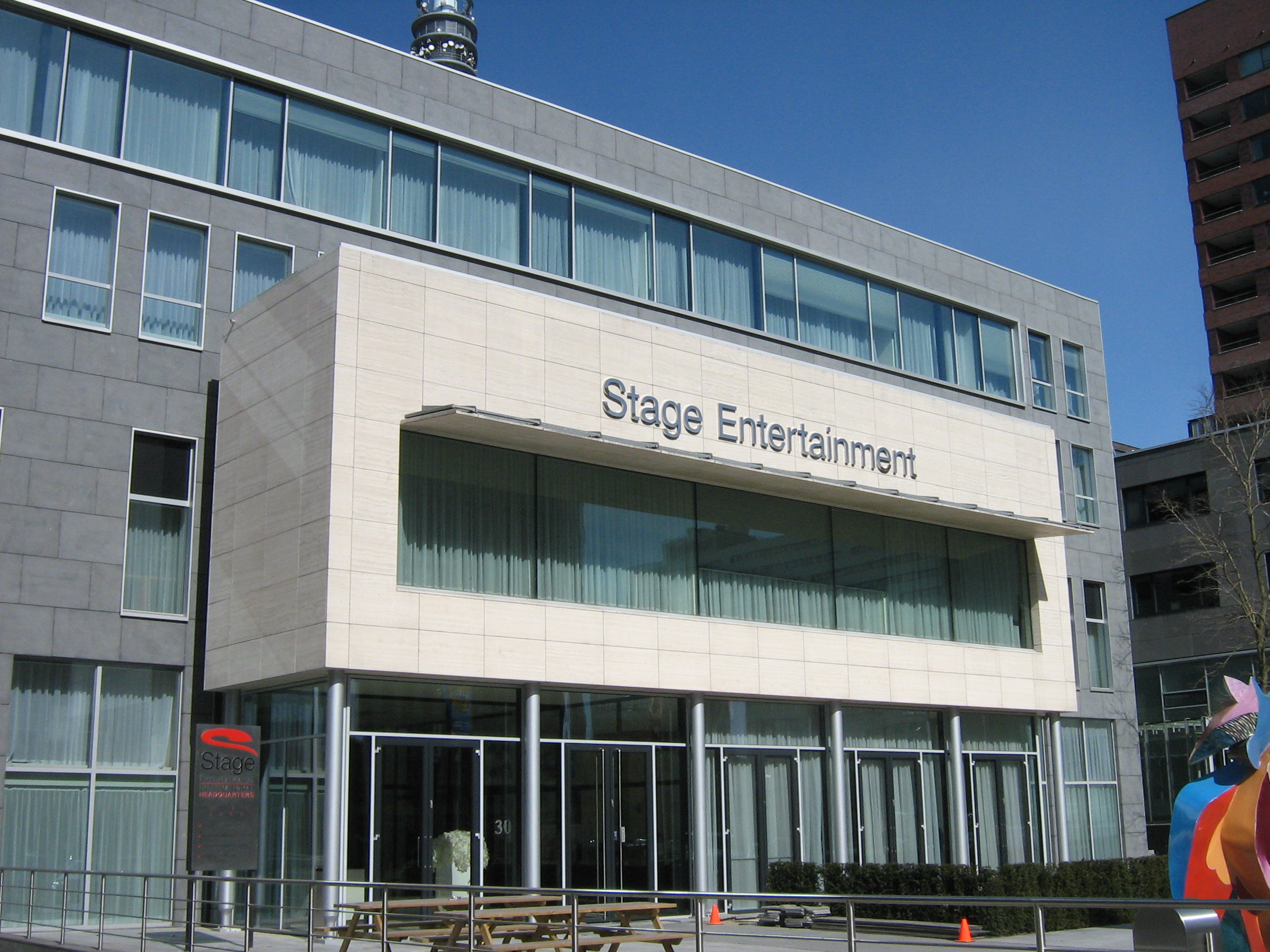
Hoofdkantoor in Amsterdam

De oorsprong van het bedrijf ligt in de jaren 70 toen Joop van den Ende - tot dan manager en televisieproducent - theatervoorstellingen begon te produceren, in de eerste jaren waren dit voornamelijk toneelstukken en komedies. Dit veranderde tegen het eind van de jaren 80 toen Van den Ende ontdekte dat er behoefte was voor grote Amerikaanse musicals. Zijn eerste musical was Barnum in 1988, verschillende producties - zoals Sweet Charity en Cabaret - volgden. Door het succes van deze producties ontwikkelde het bedrijf in 1990 een reserveringslijn, werd het Circustheater in Den Haag geopend en zette het een eigen musical Cyrano op in 1993.
In 1993 besloten Van den Ende en John de Mol jr. - tot dan de twee grootste concurrenten - hun bedrijven samen te voegen tot Endemol. Alle live entertainment onderdelen werden samengevoegd in de Endemol Live Entertainment Division. Een deel van het nieuwe bedrijf werd in 1996 op de beurs verkocht. Doordat de inkomsten van live entertainment onzeker waren was een deel van de aandeelhouders en raad van bestuur ontevreden en wilde af van de divisie om zich alleen te focussen op televisieproductie, wat een constante inkomstenbron was. Daarom kocht Van den Ende de divisie in 1998 voor ƒ 169,5 miljoen en hernoemde het Stage Holding, wat in 2005 hernoemd werd naar Stage Entertainment.
In 1998 werd ook gestart met de bouw van een tweede open-eind theater in Utrecht. Dit werd in 1999 geopend met de naam Beatrix Theater. Van den Ende bleef tot 2000 aan als commissaris en aandeelhouder van Endemol, totdat Telefonica het bedrijf overnam voor US$ 5,3 miljard. Na deze overname kon Van den Ende zich volledig richten op Stage Holding, dat hij wilde laten uitgroeien tot een internationale onderneming in theaterproducties en theaters. Om dit te bewerkstelligen sloot hij licentieovereenkomsten met  Disney Theatrical, Little Star, Cameron Mackintosh, Really Useful Group en Vereinigte Bühnen Wien om hun producties te kunnen produceren. Naast het produceren van bestaande producties, begon het bedrijf ook met het ontwikkelen van eigen musicals voor de Nederlandse, Duitse en internationale markt.
Concurrent Albert Verlinde Entertainment werd in 2015 overgenomen door Stage Entertainment en samengevoegd met de Nederlandse tak Joop van den Ende Theaterproducties tot Stage Entertainment Nederland. Van het nieuwe bedrijf werd Albert Verlinde managing director. Hetzelfde jaar verkocht Van den Ende 60% van de aandelen van Stage Entertainment aan CVC Capital Partners, hij bleef enkel aan als adviseur en aandeelhouder. Stage Entertainment werd opnieuw verkocht in 2018, ditmaal werd het gehele bedrijf verkocht aan het Amerikaanse bedrijf Advance Publications.

### Verenigde Staten van Amerika
Na het Nederlandse succes van Cyrano, besloot Van den Ende om de musical in 1994 naar Broadway te brengen. De Amerikaanse productie werd een flop, maar het gaf Van den Ende wel de kans om in de daaropvolgende jaren verschillende producties te co-produceren, zoals Victor/Victoria, Titanic and Hamlet.
In 1996 kocht Endemol het Amerikaanse Holiday on Ice en in 1997 richtte het bedrijf een joint venture op met Dodger Theatrical, genaamd Dodger Endemol Theatricals. Uit deze samenwerking kwamen verschillende producties. In 2004 werd ook een theatercomplex geopend in New York genaamd New World Stages (Dodger Stages bij de opening). In 2006 nam Stage Entertainment het gehele complex over en dit werd in 2014 verkocht aan The Shubert Organization.

### Duitsland
In 2001 werd de Duitse markt betreden door de aankoop van het Colosseum Theater in Essen en het Theater Im Hafen in Hamburg, waar dat jaar respectievelijk Elisabeth en The Lion King in première gingen. Tot dan werd de Duitse markt bediend door het bedrijf Stella AG, maar dit  was in financiële problemen geraakt en staakte de bedrijfsvoering in 2002. Van den Ende nam op dat moment grote onderdelen van het bedrijf over, waaronder theaters en lopende producties. Hierdoor werd Stage Holding een van de grootste entertainmentbedrijven van Duitsland. In de jaren erna werden verschillende theaters overgenomen in Berlijn (Theater des Westens in 2003 en Stage Bluemax Theater in 2007); Oberhausen (Metronom Theater in 2005); München (Werk7 Theater in 2018) en werd er een vierde theater gebouwd in Hamburg (Stage Theater an der Elbe in 2015). Nadat CVC Capital Partners in 2015 en Advance Publications in 2018 het bedrijf overnamen, werden verschillende theaters gesloten en verkocht, zodat het bedrijf zich enkel nog kon focussen op Stuttgart, Berlijn en Hamburg.
Samen met ID&T startte het bedrijf een joint venture op in 2005 om een Duitse versie van Sensation te produceren. De samenwerking was echter onsuccesvol en stopte al na twee jaar.

### Verenigd Koninkrijk
Na Nederland, de VS en Duitsland opende Stage Holding een kantoor in Londen in 2002, waar ze shows als Fame en Blue Man Group produceerde. Adam Spiegel Productions werd in 2006 overgenomen en in hetzelfde jaar tekende het bedrijf een langdurig huurcontract voor het Shaftesbury Theatre, waar hun productie Hairspray kon spelen. Adam Spiegel en Stage Entertainment sloegen elk hun eigen weg in 2010 in, beide bleven wel actief op West End.

### Spanje
Joop van den Ende betrad de Spaanse markt in 2003 via een joint venture met de al in Spanje actieve CIE, de joint venture bleef tot 2005 actief toen Stage Entertainment het belang van CIE overnam. De meerderheid van de Spaanse producties werden gespeeld in Teatro Coliseum en Teatro Lope de Vega in Madrid, deze theaters werden voor lange periode gehuurd. Samen met Rockspring werden de twee theaters in 2017 gekocht, het bedrijf is ook actief op zoek naar een derde theater in de Spaanse hoofdstad om aan hun portfolio toe te voegen.

### Rusland
De Russische markt werd in 2004 betreden met de huur van het MDM Theatre in Moskou, een tweede theater - het Rossia Theatre - volgde in 2012. Na de overname door Advance Publication in 2018 werden er geen nieuwe shows meer geproduceerd voor de Russische markt, ook werd de huurovereenkomst voor beide theaters niet vernieuwd.

### Frankrijk
Stage Entertainment nam in 2005 het Théâtre Mogador over en renoveerde dit tot 2007 toen het heropende met een productie van The Lion King. Het bedrijf huurt ook regelmatig andere theaters voor haar producties, zoals het Les Folies Bergère in 2006 voor Cabaret.

### Italië
Door de aankoop van Teatro Nazionale in Milan kon het bedrijf de Italiaanse markt betreden met dezelfde strategie als andere Europese landen. Na een renovatie heropende het theater in 2009 met een productie van Beauty and the Beast. Van 2009 tot 2012 had het bedrijf ook een theater in Rome, maar van dit theater werd de huurovereenkomst niet verlengd.

## Eigen producties

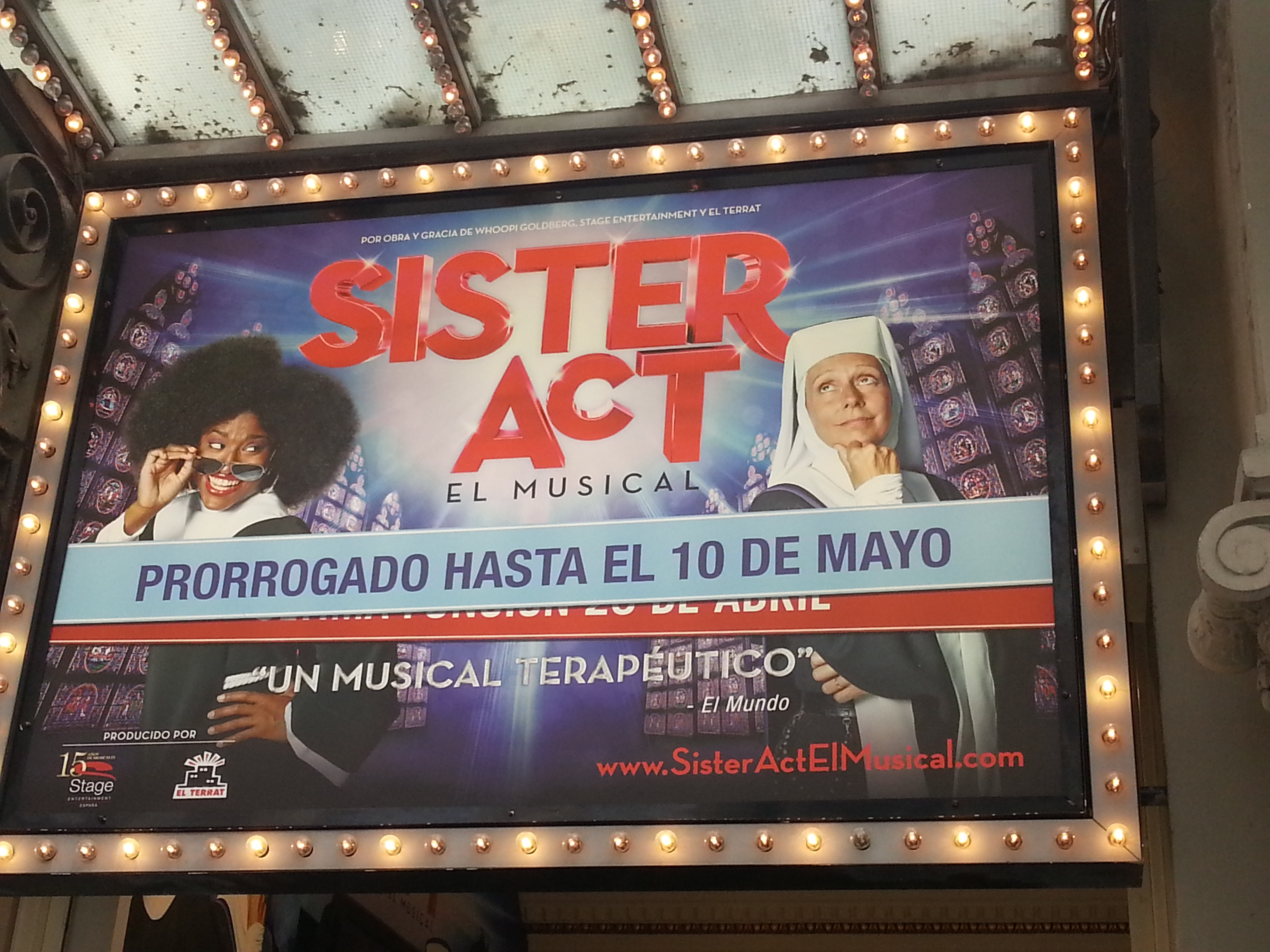
Reclame voor Sister Act in Spanje

Naast het produceren van internationale titels, produceert het bedrijf ook eigen producties. Een groot aantal van deze musicals zijn in meerdere landen, waar het bedrijf actief is, geproduceerd. Hieronder staan enkele eigen producties.
- Cyrano de Bergerac (Nederland, VS)
- Joe – De Musical (Nederland)
- Rex (Nederland)
- 3 Musketiers (Nederland, Duitsland)
- Sister Act (VS, Duitsland, Engeland, Nederland, Italië, Spanje, Frankrijk)
- Ciske de Rat (Nederland)
- Petticoat (Nederland)
- Droomvlucht (Nederland)
- Hij Gelooft in Mij (Nederland)
- Moeder, ik wil bij de Revue (Nederland)
- Titanic, de musical (VS, Nederland, Duitsland)
- Rocky (Duitsland, VS)
- Ich war noch niemals in New York (Duitsland)
- Der Schuh des Manitu (Duitsland)
- Ich will Spass! (Duitsland)
- Hinterm Horizont (Duitsland)
- Das Wonder von Bern (Duitsland)
- Made in Dagenham (Verenigd Koninkrijk)
- Anastasia (Verenigde Staten van Amerika, Duitsland, Spanje, Nederland, Mexico)
- Tina the Musical (Verenigd Koninkrijk, Duitsland, Verenigde Staten van Amerika, Nederland)
- Was Getekend Annie MG Schmidt (Nederland)
- The Christmas Show 2015 en 2016 (Nederland)

## Theaters
Stage Entertainment bezit / beheert 16 theaters* in vijf Europese landen.
| Theater | Stad       | Opening door SE (Built) | Huidige show                                                  |
| --- | ---------- | ----------------------- | ------------------------------------------------------------- |
| Stage Theater des Westens | Berlin     | 2003 (1896)             | November 2021: Ku'Damm 56                                     |
| Stage Bluemax Theater | Berlin     | 2007                    | Blue Man Group                                                |
| Stage Theater Neue Flora | Hamburg    | 2002 (1990)             | Wicked Augustus 2022: Mamma Mia!                              |
| Stage Operettenhaus | Hamburg    | 2002 (1986)             | Hamilton                                                      |
| Stage Theater an der Elbe | Hamburg    | 2014                    | Frozen                                                        |
| Stage Theater im Hafen | Hamburg    | 2000 (1994)             | The Lion King                                                 |
| Theater Kehrwieder | Hamburg    | 2005                    | Onbezet                                                       |
| Teatro Coliseum | Madrid     | 2003                    | Tina: The Tina Turner Musical                                 |
| Teatro Lope de Vega | Madrid     | 2003                    | The Lion King                                                 |
| Teatro Nazionale | Milaan     | 2009 (1924)             | Pretty Woman                                                  |
| Teatro Lirico | Milaan     | 2021 (1779)             | Onbezet                                                       |
| Stage Metronom Theater | Oberhausen | 2005 (1999)             | Onbezet***                                                    |
| Théâtre Mogador | Parijs     | 2007 (1913)             | The Lion King                                                 |
| Stage Palladium Theater | Stuttgart  | 2002 (1997)             | Tanz Der Vampire November 2022: Tina: The Tina Turner Musical |
| Stage Apollo Theater | Stuttgart  | 2002 (1994)             | Aladdin                                                       |
| AFAS Circustheater | Den Haag   | 1991 (1904)             | Frozen de musical                                             |
| Beatrix Theater | Utrecht    | 1999                    | Moulin Rouge!                                                 |
| * Stage Entertainment heeft een speciale afspraak met het DeLaMar Theater in Amsterdam waarbij Stage Entertainment de producties produceert. Het theater en de operatie daarvan blijven eigendom van de VandenEnde Foundation. *** Het Stage Metronom Theater in Oberhausen zal worden afgestoten door Stage Entertainment, een bestemming is nog niet gevonden. |            |                         |                                                               |

## Voormalige onderdelen

### Theaters
Stage Entertainment bezat / beheerde 10 theaters in het verleden.
| Theater                          | Stad      | Opening door SE - Sluiting | Opmerking                                                                                                 |
| -------------------------------- | --------- | -------------------------- | --- |
| New World Stages                 | New York  | 2006-2014                  | Verkocht aan The Shubert Organization.                                                                    |
| Stage Colosseum Theater          | Essen     | 2001-2020                  | Verkocht aan RAG-Stiftung en E.ON.                                                                        |
| Stage Theater am Potsdamer Platz | Berlijn   | 2002-2016/2020             | Onbezet sinds 2016. De huur zou in 2022 eindigen, maar de huur werd in 2020 overgenomen door Live Nation. |
| Werk7 Theater                    | München   | 2018-2019                  | Gesloten                                                                                                  |
| Theater Fabriek Amsterdam        | Amsterdam | 2004-2014                  | Gesloten                                                                                                  |
| MDM Theatre                      | Moskou    | 2006-2018                  | Huur beëindigd.                                                                                           |
| Rossiya Theatre                  | Moskou    | 2012-2017                  | Huur beëindigd.                                                                                           |
| Teatro Brancaccio                | Rome      | 2009-2012                  | Huur beëindigd.                                                                                           |
| Teatro Alcalá                    | Madrid    | 2003-2016                  | Huur beëindigd.                                                                                           |
| Shaftesbury Theatre              | Londen    | 2007-2010                  | Huur beëindigd.                                                                                           |

### Tickets
Na de lancering van een reserveringslijn in 1990 in Nederland, zette het bedrijf ook dergelijke systemen op in Europese landen waar het actief werd. In 2008 nam Stage Entertainment het in het Verenigd Koninkrijk gevestigde See Tickets over van de Really Useful Group, het bedrijf werd samengevoegd met het bestaande ticketbedrijf en het geheel werd hernoemd tot See Tickets International. Hetzelfde jaar werd 60% van het nieuwe ticketbedrijf verkocht aan Parcon Ventures.
CTS Eventim kondigde in 2010 aan het Duitse deel van See Tickets over te nemen voor € 145 miljoen van Parcon Ventures en Stage Entertainment. In februari 2011 maakte Parcon Ventures bekend dat het haar aandeel van de Nederlandse, Belgische, Franse en Spaanse tak van See Tickets International had verkocht aan Stage Entertainment en tijdens deze transactie volledig eigenaar werd van het Britse deel. Het Britse deel werd hetzelfde jaar verkocht voor £ 94 miljoen aan Vivendi en Eventim kocht in 2014 de overige ticketbedrijven van Stage Entertainment, waarmee Stage Entertainment zich volledig terugtrok uit de ticketmarkt.

### Holiday On Ice
De Live Entertainment Divisie van Endemol kocht Holiday On Ice in 1996, na de afsplitsing van Endemol opereerde het bedrijf als zelfstandig onderdeel binnen Stage Entertainment. Dit duurde tot 2011, toen het bedrijf werd gereorganiseerd en Holiday On Ice ondergebracht werd in een nieuwe divisie genaamd Stage Entertainment Touring Productions. In 2014 nam CTS Eventim een belang van 50% in de nieuwe divisie, twee jaar later naam CTS Eventim de gehele tak over.